# Барбучени (Валча)
Барбучени (рум. Bărbuceni) насеље је у Румунији у округу Валча у општини Прундени. Oпштина се налази на надморској висини од 170 m.

## Становништво
Према подацима из 2002. године у насељу је живело 539 становника, од којих су сви румунске националности.